# ネットワーク・スキルズ・コンペティション
Network Skills Competition（ネットワーク・スキルズ・コンペティション、略称: NSC）は、ネットワークに関する技術力を競う日本の競技会。
主催は大会ごとに異なるが、2010年3月に大阪電気通信大学で行われた大会以降は、NSC運営委員会が運営を担当している。

## 概要
大学や専門学校の学生、協賛企業・大学・専門学校等が主体となって実施し、参加者も大学や専門学校の学生などで構成される。
競技形態は実施回により多少の違いがあるが、参加選手は3-5名程度のグループを構成し、競技時間内でリアルタイムに発生するインシデントへの対応能力等で、チーム間の技術力を競う。

## 沿革
帝塚山ネットワークコンテスト
2008年11月、帝塚山大学東生駒キャンパス学園祭にて、ネットワークコンテストとして開催された。
Network Skills Competition in 帝塚山 (2009 in 帝塚山)
2009年3月17日(火)、大会名称をネットワーク・スキルズ・コンペティションと改め、帝塚山大学学園前キャンパスにて開催された。
- 最優秀賞,ILA理事長賞: 大阪電気通信大学
- 優秀賞: 大阪工業大学
- 敢闘賞: 和歌山大学, 関西大学
- 特別賞: 帝塚山大学

Network Skills Competition 2009 Summer in 帝塚山
2009年9月6日(日)、帝塚山大学 東生駒キャンパスにて開催された。
- 最優秀賞: 青山学院大学
- 優秀賞: 大阪電気通信大学, 大阪工業大学
- 敢闘賞: 和歌山大学, 関西大学, 大阪市立大学

Network Skills Competition 2010 Spring in OECU
2010年3月6日(土)、大阪電気通信大学 寝屋川キャンパスにて開催された。
- 最優秀賞: 関西大学
- 優秀賞: 帝塚山大学, 大阪工業大学

Network Skills Competition 2010 Summer in OIT
2010年9月11日(土)、大阪工業大学 枚方キャンパスにて開催された。
Network Skills Competition 2011 Spring in Tezukayama University
2011年3月12日(土)、帝塚山大学 東生駒キャンパスにて開催された。
- 最優秀賞: 麻生情報ビジネス専門学校
- 優秀賞: 信州大学, 青山学院大学

Network Skills Competition 2011 Summer in KUTC
2011年9月3日(土)、関西大学 高槻キャンパスにて開催された。
- 最優秀賞: ECCコンピュータ専門学校
- 優秀賞: 信州大学(hohei.tv), 広島コンピュータ専門学校, 大阪電気通信大学(2)
- 敢闘賞: 信州大学(岡田ジャポン), 関西大学, 大阪工業大学(情報システム学科(2))
- 審査員特別賞: 特別編成チーム
- 想定外で賞: 灘中学校・高等学校(灘校パソコン研究部)

Network Skills Competition 2012 Spring in ECC
2012年3月3日(土)、ECCコンピュータ専門学校にて開催された。
- 最優秀賞: 広島コンピュータ専門学校
- 優秀賞: 帝塚山大学, 大阪工業大学(情報ネットワーク科学通信方式研究室)
- 敢闘賞: 大阪電気通信大学, 大阪工業大学(情報科学学部情報ネットワーク科学科 通信方式研究会), ECCコンピュータ専門学校(NKチーム)

Network Skills Competition 2012 Summer in OECU
2012年9月1日(土)、大阪電気通信大学 寝屋川キャンパスにて開催され、24チームが参加した。
- 最優秀賞: 広島コンピュータ専門学校(hsc1)
- 優秀賞: ECCコンピュータ専門学校(ネットワーク研究会), 麻生情報ビジネス専門学校(麻生情報ビジネス専門学校CNチーム)
- 敢闘賞: 和歌山大学大学院(NETMAN), 和歌山大学(side-B), 信州大学(hohei.tv)

Network Skills Competition 2013 Spring in OIT
2013年3月2日(土)、大阪工業大学 大宮キャンパスにて開催された。
- 最優秀賞: ECCコンピュータ専門学校(NK)
- 優秀賞: 大阪工業大学(ツイッター軍), 麻生情報ビジネス専門学校(あ、そう。)
- 敢闘賞: 帝塚山大学(コンピュータ・ネットワーク研究会), 関西大学(コバゼミ), 大阪工業大学(でぶ研@OIT)

Network Skills Competition Memorial 10 (NSC Memorial 10)
2013年9月7日(土)、帝塚山大学 東生駒キャンパスにて開催された。